# Fiend of Dope Island
Fiend of Dope Island, також випущений як Whiplash, був жахливим чоловічим пригодницьким фільмом, знятим у 1959 році та випущеним у 1961 році. Головну роль у картині зняв Брюс Беннетт і був написаний у співавторстві з режисером Нейтом Уоттом. Він був знятий у Пуерто-Рико, де продюсер Дж. Гарольд Оделл раніше знімав свої «Мачете» (1958) і «Контрзмова» (1959). Кілька сцен було піддано цензурі для виходу в США. У фільмі знімаються Таня Велія, названа "югославською бомбою", яка з'явилася в Playboy в липні 1959 року, і пуерториканський актор Мігель Анхель Альварес.

## Сюжет
Чарлі Девіс керує власним островом у Карибському морі буквально рукою батога. Він заробляє як вирощувач марихуани, експортер і стрілець. Він наймає артистку, щоб розважити клієнтів його кафетерію та себе.
Світ Чарлі руйнується, коли один із його співробітників працює таємним розслідувачем у справах про наркотики. Проблема переростає до повного повстання місцевих жителів і нападу акул .

## Спадщина
The Cramps назвали свій альбом 2002 року Fiends of Dope Island на честь цього фільму.

## Акторський склад
- Брюс Беннет в ролі Чарлі Девіса
- Роберт Брей в ролі Девіда
- Таня Велія — Глорі Ла Верн
- Ральф А. Родрігес — Нару
- Мігель Анхель Альварес — капітан Фред

## Зовнішні посилання
- Fiend of Dope Island на сайті IMDb (англ.)
- Original film trailer на YouTube